# Amanda Jones
Amanda Jones (Amanda Theodocia o Theodosia Jones, 19 d'octubre de 1835, East Bloomfield, comtat d'Ontario Estat de Nova York - 31 de març de 1914, Brooklyn, Nova York) fou una poetessa estatunidenca i inventora, professora i activista pels drets de les dones,coneguda per la invenció d'un mètode de buit per a l'envasat alimentari, anomenat procés de Jones.

## Biografia
Jones era filla de Henry i Mary Alma (Mott) Jones Era la quarta de dotze germans. Després de sortir de l'escola a l'edat de quinze anys, va començar a treballar com a professora.Més tard, es va donar a conèixer com a escriptora de cançons de guerra a la guerra civil americana i com a poetessa.
Fou innovadora en el camp de la tecnologia aplicada a la conservació d'aliments enllaunats,i l'ús d'oli com a combustible.Com a gerent de la Women's Canning and Preserving Company només va contractar dones.Com a poetessa va publicar diverses col·leccions de poemes, incloent ''Ulah: And Other Poems (1861) A Prairie Idyl, and Other Poems (1882) Rubáiyát of Solomon, and Other Poems (1905) i Poems, 1854–1906 (1906). La seva obres més important és el poema èpic Ulah: An Indian legend versified.

## Influència de l'espiritualisme
Sota la influència dels escrits de Thomas Dick i el moviment espiritualista, Jones es va convertir a l'espiritisme en 1854 i creia ser una mèdium. En 1869, en la creença que els esperits la volien allà, es va traslladar a Chicago, on va escriure per a una sèrie de publicacions periòdiques, incloent Western Rural, Universe, Interior, i Bright Sides.

## Patents i invencions – 1872–1880
En 1872, Jones va desenvolupar un procés d'envasat al buit per conservar els aliments, amb l'ajuda del professor Leroy C. Cooley d'Albany, que era el cunyat de la seva germana Emily. A l'any següent va obtenir cinc patents en relació amb el seu procés, de les quals en dues figura com a únic inventor. De nou, seguint el consell dels esperits amb qui es comunicava amb, va desenvolupar una altra invenció, un cremador d'oli, que es va patentar en 1880. No obstant això, els seus intents d'establir negocis basats en les seves invencions no van tenir èxit, i ella va tornar a escriure, i va publicar A Prairie Idyll el 1882.